# Naučni časopis
Naučni časopis je periodično izdanje čija svrha je unapređenje nauke, najčešće objavljivanjem novih istraživanja. Većina časopisa je usko specijalizovana na nekom području nauke, iako neki časopisi kao što je «Nature» obrađuju teme iz šireg spektra područja nauke. Istorija naučnih časopisa počinje 1665. godine kada su francuski Journal des scavans i engleski Philosophical Transactions of the Royal Society počeli periodično objavljivati rezultate istraživanja. Otada se broj naučnih časopisa počeo znatno povećavati. Članci u naučnim časopisima predstavljaju najnovija istraživanja i rezultate u području koje časopis pokriva. Često su za neupućene osobe teško razumljivi, jer su namenjeni istraživačima određenog područja i naprednim studentima.

## Tipovi članaka
Postoji nekoliko tipova članaka u naučnom časopisu, iako tačna terminologija i definicije variraju zavisno od područja o kojima govore i od samog naučnog časopisa. Uprkos tome naučni časopisi često uključuju takozvane "komunikacije", koje predstavljaju kratke opise važnih trenutnih istraživanja, a uključene su u trenutno izdanje jer se smatraju hitnima; "istraživačke beleške", koje su smatraju manje važnim ili hitnim od "komunikacija", a opisuju trenutna istraživačka saznanja.
Jedan od tipova je i članak (naučni rad), koji se proteže na pet do dvadeset stranica, i predstavlja potpuni opis trenutnih istraživačkih saznanja. U člancima postoje znatne varijacije između naučnih područja i časopisa, jer postoje matematički članci i članci iz računarske nauke koji su dugački i do 80 stranica. Dodatni članci sadrže veliki udeo tabličnih podataka koji su rezultat trenutnog istraživanja, a mogu biti kratki ili u stotinama stranica većinom s numeričkim podacima. Neki naučni časopisi takvu vrstu podataka objavljuju elektroničkim putem na Internetu. "Pregledni članci" (Review articles) ne pokrivaju određeno istraživanje, nego skupljaju rezultate mnogih drugih članaka s određenom temom u koherentni tekst o stanju područja nauke o kojem se govori. Pregledni članci pružaju informacije o temi i omogućuju upućivanje naučnih obavesti o originalnom istraživanju.

## Forma naučnog časopisa
Oblik naučnih članaka može se jako razlikovati od časopisa do časopisa. Uprkos toga, mnogi od njih slede IMRAD šemu, koju je preporučio Internacionalni komitet editora medicinskih žurnala (ICMJE). Takvi članci započinju s kratkim pregledom (takozvani apstract), koji zauzima od jednog do četiri sažeta odlomka. Uvod opisuje pozadinu istraživanja uključujući i rasprave o sličnim istraživanjima. Eksperimentalni deo ili takozvani materijali i metode pokazuju kako se istraživanje odvijalo. Rezultati i rasprava su deo naučnog časopisa koji prikazuju posledice i smisao istraživanja. Na kraju dolazi zaključak, koji naučno istraživanje smešta u kontekst i opisuje načine daljnjeg istraživanja. Neki časopisi poput Science uključuju u formu časopisa i deo s vestima u kojem su opisane naučni događaji. Ti članci su obično pisani od strane naučnih novinara, a ne samih naučnika.

## Elektronsko izdavaštvo
Jedna od formi elektronskog izdavaštva je istovrijedan uobičajenom časopisu na papiru. Od 2006. godine gotovo svi naučni časopisi objavljuju svoju elektronsku verziju; a neki su se čak i ograničili samo na elektronsko izdavaštvo svog naučnog sadržaja. Mnoge biblioteke kupuju elektronsku verziju časopisa, a uobičajenu verziju časopisa (papirnu) potražuju samo kad se radi o najtraženijim naslovima. Postoji određeni razmak od nekoliko meseci pre nego se časopis objavi uobičajenim putem, što papirne časopise čini neidealnim formatom za objavljivanje najnovijih istraživanja. Zato mnogi izdavači odmah objavljuju elektronsku verziju časopisa, jer pritom nije potrebna odgodba kao u časopisu papirnog formata.

## Cena
Mnogi naučnici i knjižničari dugo su protestvovali protiv cene naučnih časopisa. Kako bi omogućili istraživačima elektronski pristup časopisu, univerziteti kupuju dozvolu za pristup određenoj lokaciji, čime se ostvaruje pristup časopisima bilo gde unutar univerziteta. To može biti vrlo skupo, ponekad čak i skuplje od uobičajenog izdanja časopisa, iako se to odražava na broju ljudi koji koriste taj pristup. Tako na primer uobičajeno izdanje časopisa košta samo određenu osobu koja časopis kupuje, dok elektroničkom časopisu pristup ima mnogo više ljudi. Zabrinutost oko cene i otvorenog pristupa časopisu dovela je do stvaranja časopisa s besplatnim pristupom kao na primjer Public Library of Science family, i časopisa s delimično otvorenim i manje plaćenim pristupom, kao na primer Journal of High Energy Physics.

## Autorsko pravo
U većini slučajeva autor članka mora preneti autorsko pravo na izdavača časopisa. Izdavači smatraju da je to neophodno kako bi zaštitili prava autora. Mnogi autori smatraju taj običaj nezadovoljavajućim, i željeli bi zadržati prava za sebe, a izdavaču dati neopozivu dozvolu objavljivanja. Neka od prava autora članaka su i pravo na ponovnu upotrebu delova časopisa u autorovom budućem radu, i distribuiranje ograničenog broja kopija.

## Literatura
- A.J. Meadows, ed. The Scientific Journal. London : Aslib, c1979.  0-85142-118-0
- R.E. Abel et al. "Scholarly Publishing: Books Journals, Publishers, and Libraries in the Twentieth Century" N.Y.: Wiley, 2002.  0-471-21929-0
- D.W. King et al. "Scientific Journals in the United States: their Production, Use, and Economics. Stroudsberg, PA: Hutchinson-Ross, 1981  0-87933-380-4

## Spoljašnje veze
- The cost of publishing in a scientific journal, some examples and recommended reading from OpenWetWare life scientists' wiki